# Juanito Oiarzabal
Juanito Oirzabal (* 30. března 1956) je španělský horolezec, který se stal v roce 1999 sedmým mužem jemuž se podařilo dobýt všech 14 osmitisícových vrcholů. Zároveň drží rekord s 26 úspěšnými výstupy na osmitisícové vrcholy.[zdroj?]

## Horolezecké úspěchy
Oiarzabal vystoupil celkem čtyřikrát na Čo Oju, dvakrát byl na Gašerbrumu II, Gašerbrumu I, K2, Makalu, Kančendženze, Mount Everestu, Annapurně, Lhoce a Manáslu . Všechny výstupy s výjimkou prvního výstupu na Mount Everest uskutečnil bez použití umělého kyslíku. Po Josefu Rakoncajovi se stal teprve druhým člověkem, který dvakrát vylezl na obávanou K2, druhou nejvyšší horu světa a nejtěžší osmitisícovku. Při druhém výstupu na tuto horu v roce 2004 však přišel kvůli omrzlinám o všechny prsty. V roce 2008 při druhém úspěšném dobytí Makalu překonal rekord Eda Viesturse, který měl na svém kontě 21 úspěšných výstupů na osmitisícové vrcholy, tento byl Oirzabalův dvacátý druhý úspěšný. V roce 2009 se stal ve věku 53 let nejstarším člověkem, který vystoupil na Kančendžengu, třetí nejvyšší horu světa. Současně se tímto výstupem stal prvním člověkem, který dosáhl vrcholů třech nejvyšších hor světa Mount Everestu, K2 a Kančendžengy dvakrát. V roce 2010 vystoupil podruhé na Annapurnu. Pro sestup však tentokrát použil helikoptéru. V roce 2011 vystoupil znovu na Lhoce a Manáslu. Svůj počet úspěšných výstupů na osmitisícovky tak rozšířil na 26. Oznámil, že chce být prvním člověkem, který vystoupí na všech 14 osmitisícovek dvakrát.

## Úspěšné výstupy na osmitisícovky

### První Koruna
- 1985 Čo Oju (8 201 m n. m.)
- 1987 Gašerbrum II (8 035 m n. m.)
- 1992 Nanga Parbat (8 125 m n. m.)
- 1993 Mount Everest (8 849 m n. m.)
- 1994 K2 (8 611 m n. m.)
- 1995 Broad Peak (8 047 m n. m.)
- 1995 Makalu (8 465 m n. m.)
- 1995 Lhoce (8 516 m n. m.)
- 1996 Kančendženga (8 586 m n. m.)
- 1997 Gašerbrum I (8 068 m n. m.)
- 1997 Manáslu (8 163 m n. m.)
- 1998 Dhaulágirí (8 167 m n. m.)
- 1998 Šiša Pangma (8 013 m n. m.)
- 1999 Annapurna (8 091 m n. m.)

### Druhá Koruna
- 2001 Mount Everest (8 849 m n. m.)
- 2002 Čo Oju (8 201 m n. m.)
- 2003 Gašerbrum II (8 035 m n. m.)
- 2003 Gašerbrum I (8 068 m n. m.)
- 2004 K2 (8 611 m n. m.)
- 2008 Makalu (8 465 m n. m.)
- 2009 Kančendženga (8 586 m n. m.)
- 2010 Annapurna (8 091 m n. m.)
- 2011 Lhoce (8 516 m n. m.)
- 2011 Manáslu (8 163 m n. m.)

### Další osmitisícovky
- 2003 Čo Oju (8 201 m n. m.)
- 2003 Čo Oju (8 201 m n. m.)

## Další úspěšné výstupy
- 1983 Denali (6 190 m n. m.)
- 1984 Aconcagua (6 962 m n. m.)
- 1988 Mount Kenya (5 199 m n. m.)
- 2001 Elbrus (5 642 m n. m.)
- 2004 Ama Dablam (6 856 m n. m.)